# 余扩
余扩（?—?），又名涂扩、徐扩，湖北潜江人，清朝政治人物。进士出身。

## 生平
余扩1749年接替王立性任娄县知县一职，1750年由李建忠接任。